# Lou Conter
Louis Anthony Conter (Ojibwa, Wisconsin; 13 de septiembre de 1921-Grass Valley, California; 1 de abril de 2024) fue un capitán de corbeta retirado de la Marina estadounidense y último superviviente del hundimiento del USS Arizona durante el ataque a Pearl Harbor el 7 de diciembre de 1941.

## Primeros años
Louis "Lou" Anthony Conter nació en Ojibwa, Wisconsin, el 13 de septiembre de 1921, hijo de Nicholas Anthony Conter y Lottie Esther Milligan. Conter tenía una hermana mayor y otra menor. Él y su familia se trasladaron de Wisconsin a Nuevo México en 1922, antes de mudarse de nuevo a Denver, Colorado, en 1924. Conter se trasladó a Stockton, Kansas, en 1927 antes de regresar a Denver en 1930, donde vivió en una granja. Al terminar sus estudios, Conter empezó a trabajar en la misma empresa que su padre.

## Carrera militar

### Inicios
Se alistó en la Marina estadounidense el 15 de noviembre de 1939, en Denver, su ciudad natal, y completó la instrucción básica en San Diego, California. Embarcó en el USS Arizona el 24 de enero de 1940, con el rango de intendente de 3.ª clase.

### Pearl Harbor
El USS Arizona regresó a su base en Pearl Harbor el 6 de diciembre de 1941. En la mañana del 7 de diciembre, Lou estaba de guardia en el puesto de alcázar entre la tercera torreta y la cubierta principal, cuando el buque fue atacado por un escuadrón de aviones torpederos y bombarderos japoneses a las 8:00 a. m. Unos cinco minutos después, el Arizona fue alcanzado por una bomba de 800 kg entre la primera y la segunda torreta, que incendió el depósito de municiones del buque. La siguiente explosión voló la proa del buque y lo elevó fuera del agua, derribando a Conter y matando e hiriendo a muchos otros. Mientras el barco ardía y empezaba a hundirse, fue alcanzado por más proyectiles japoneses. Mientras tanto, Conter ayudó a sus compañeros heridos, evitando que saltaran al agua cubierta de petróleo y en llamas. Cuando Conter ya tenía el agua hasta las rodillas, el capitán dio la orden de abandonar el barco y Conter subió a los buques salvavidas. El Arizona se hundió en 9 minutos, cobrándose la vida de 1.177 de sus tripulantes. Sus 334 tripulantes supervivientes lucharon por escapar de las ruinas en llamas, de los cuales Conter salvó a varios sacándolos del agua a su bote salvavidas antes de remar hasta la orilla. Tras el ataque, Conter pasó varias semanas ayudando a apagar incendios y recuperando los cuerpos de los caídos.

### Segunda Guerra Mundial
Tras la entrada de Estados Unidos en la Segunda Guerra Mundial como consecuencia directa del ataque a Pearl Harbor, Conter ingresó en una escuela de vuelo. Recibió sus alas de piloto en noviembre de 1942 y participó en varios bombardeos nocturnos con Black Cats en el Pacífico Sur. Durante su carrera aérea fue derribado dos veces sobre el Pacífico, pero en ambas ocasiones consiguió llegar a la costa remando en una balsa. Conter participó en la campaña de Nueva Guinea y en el teatro de operaciones europeo al final de la guerra.

### Posguerra
Tras el final de la guerra, regresó a California, donde había completado su formación básica en 1939, y se alistó en la reserva. Volvió a entrar en acción durante la Guerra de Corea en la década de 1950, sirviendo en el portaaviones USS Bon Homme Richard. Conter decidió retirarse de la Marina en diciembre de 1967, tras alcanzar el grado de capitán de corbeta.

## Últimos años
Tras su retiro de la Marina, siguió una carrera como promotor inmobiliario en California. Escribió un libro sobre su vida titulado The Lou Conter Story en 2021. Tras la muerte de Ken Potts en abril de 2023, Conter se convirtió en el último superviviente conocido del hundimiento del USS Arizona. Vivió sus últimos años en Grass Valley, California. Murió allí el 1 de abril de 2024, a la edad de 102 años.